# تاكاديرت نآيت علي (أسني)
تاكاديرت نآيت علي هو دُوَّار يقع بجماعة أسني، إقليم الحوز، جهة مراكش آسفي في المملكة المغربية. ينتمي الدوّار لمشيخة أسني التي تضم 14 دوار. يقدر عدد سكانه بـ 393 نسمة حسب الإحصاء الرسمي للسكان والسكنى لسنة 2004.

## روابط خارجية
- البوابة الوطنية للجماعات الترابية نسخة محفوظة 12 مارس 2018 على موقع واي باك مشين.
- المندوبية السامية للتخطيط